# كاثلين مكين جودفري
كاثلين مكين جودفري (بالإنجليزية: Kathleen McKane Godfree)‏ مواليد 07 مايو 1896 في إنجلترا - الوفاة 19 يونيو 1992 في لندن، كانت لاعبة كرة مضرب بريطانية وكانت تلعب باليد اليمنى. كما أنها إحدى بطلات الجراند سلام. سبق أن شاركت في دورة الألعاب الأولمبية الصيفية.

## بطولات حققتها
- بطولة ويمبلدون

## النهائيات

### الفردي: 5 (الألقاب 2, الوصافة 3)
| النتيجة | السنة | البطولة                     | الأرضية | المنافس      | النتيجة       |
| ------- | ----- | --------------------------- | ------- | ------------ | ------------- |
| الوصافة | 1923  | ويمبلدون                    | عشبية   | سوزان لنجلن  | 2–6, 2–6      |
| الفوز   | 1924  | ويمبلدون                    | عشبية   | هيلين ويلز   | 4–6, 6–4, 6–4 |
| الوصافة | 1925  | دورة رولان غاروس الدولية    | ترابية  | سوزان لنجلن  | 1–6, 2–6      |
| الوصافة | 1925  | بطولة أمريكا المفتوحة للتنس | عشبية   | هيلين ويلز   | 6–3, 0–6, 2–6 |
| الفوز   | 1926  | ويمبلدون                    | عشبية   | ليلي ألفاريث | 6–2, 4–6, 6–3 |

## الخط الزمني للفردي
مفتاح
| ف | ن | ن.ن | ر.ن | د# | د.م | ل | أ.أ | ت | غ | ب | ف | ذ | م.خ | ل.ت |

(ف) فاز بالبطولة (ن) وصل النهائي (ن.ن) نصف النهائي (ر.ن) ربع النهائي (د#) الأدوار الأربعة الأولى (د.م) دور المجموعات (ل) شارك في كأس ديفيز (أ.أ) خرج من الأدوار الاولى (ت) خسر التصفيات التأهيلية (غ) غاب عن الحدث أو البطولة (ب) حصل على ميدالية برونزية (ف) حصل على ميدالية فضية (ذ) حصل على ميدالية ذهبية (م.خ) بطولة الماسترز خُفضت إلى مرتبة أقل (ل.ت) البطولة لم تعقد في السنة المعينة.
لتجنب الارتباك وازدواجية الحساب، يتم تحديث هذه المعلومات إما في نهاية البطولة، أو عندما تكون مشاركة اللاعب في البطولة قد انتهت.
| الدورة           | 1919  | 1920  | 1921  | 1922  | 1923  | 1924  | 1925  | 1926  | 1927  | 1928  | 1929  | 1930  | 1931  | 1932  | 1933  | 1934  | إجمالي ف/م |
| ---------------- | ----- | ----- | ----- | ----- | ----- | ----- | ----- | ----- | ----- | ----- | ----- | ----- | ----- | ----- | ----- | ----- | ---------- |
| أستراليا         | ل.ت   | ل.ت   | ل.ت   | غ     | غ     | غ     | غ     | غ     | غ     | غ     | غ     | غ     | غ     | غ     | غ     | غ     | 0 / 0      |
| فرنسا1           | ل.ت   | غ     | غ     | ن.ن   | ن     | ل.ت   | ن     | ر.ن   | غ     | غ     | غ     | غ     | غ     | غ     | غ     | غ     | 0 / 4      |
| بطولة ويمبلدون   | ر.ن   | د3    | د2    | د2    | ن     | ف     | ن.ن   | ف     | ر.ن   | غ     | غ     | غ     | د4    | د4    | د2    | د3    | 2 / 13     |
| الولايات المتحدة | غ     | غ     | غ     | غ     | ر.ن   | غ     | ن     | غ     | د1    | غ     | غ     | غ     | غ     | غ     | غ     | غ     | 0 / 3      |
| م.ف              | 0 / 1 | 0 / 1 | 0 / 1 | 0 / 2 | 0 / 3 | 1 / 1 | 0 / 3 | 1 / 2 | 0 / 2 | 0 / 0 | 0 / 0 | 0 / 0 | 0 / 1 | 0 / 1 | 0 / 1 | 0 / 1 | 2 / 20     |

- إجمالي ف / م = إجمالي الفوز والمشاركة

## الميداليات
| الميدالية | المسابقة                       |
| --------- | ------------------------------ |
| ذهبية     | الألعاب الأولمبية الصيفية 1920 |
| فضية      | الألعاب الأولمبية الصيفية 1920 |
| فضية      | الألعاب الأولمبية الصيفية 1924 |
| برونزية   | الألعاب الأولمبية الصيفية 1920 |
| برونزية   | الألعاب الأولمبية الصيفية 1924 |

## روابط خارجية
- كاثلين مكين جودفري على موقع الاتحاد الدولي لكرة المضرب (الإنجليزية)
- كاثلين مكين جودفري على موقع قاعة مشاهير كرة المضرب الدولية (الإنجليزية)
- كاثلين مكين جودفري على موقع اللجنة الأولمبية الدولية (الإنجليزية)
- كاثلين مكين جودفري على موقع أوليمبيديا (الإنجليزية)
- كاثلين مكين جودفري على موقع اللجنة الأولمبية البريطانية (الإنجليزية)